# Berthouville
Berthouville è un comune francese di 293 abitanti situato nel dipartimento dell'Eure nella regione della Normandia.
Nei pressi del villaggio è stato scoperto il cosiddetto tesoro di Bernay, noto anche come tesoro di Berthouville.

## Società

### Evoluzione demografica
Abitanti censiti